# Jan Velkoborský
Jan Velkoborský (14 luglio 1975) è un ex calciatore ceco, di ruolo difensore.